# 前橋市立第三中学校
前橋市立第三中学校（まえばししりつ だいさんちゅうがっこう）は、群馬県前橋市平和町にある公立中学校。

## 所在地
- 群馬県前橋市平和町二丁目13番24号

## 教育信条
愛・信頼・奉仕
「心身ともに健康で、知性と人間性豊かな生徒を育成する」

## 沿革
- 1947年（昭和22年） - 開校[2]
- 1949年（昭和24年） - 校歌校旗選定
- 1963年（昭和38年） - 2月6日火災により木造校舎西校舎3棟24教室が焼失
- 1964年（昭和39年） - 新校舎落成（鉄筋4階建24教室）

## 通学区域
- 住吉町一丁目、二丁目[3]
- 平和町一丁目、二丁目
- 岩神町一丁目、二丁目、三丁目、四丁目
- 敷島町
- 昭和町一丁目、二丁目、三丁目
- 下小出町一丁目
- 下小出町二丁目の一部（国道17号以西）
- 上小出町一丁目
- 上小出町二丁目の一部
- 川原町の一部
- 緑が丘町

## 周辺主要施設
- 群馬県庁
- 前橋市役所
- 前橋地方・家庭裁判所
- 中央大橋
- 大渡橋
- 前橋公園
- グリーンドーム前橋
- るなぱあく
- 臨江閣
- 敷島公園
- 前橋市総合教育プラザ
- 岩神稲荷神社

## 著名な出身者
- 山本龍（政治家、元前橋市長）
- 石川浩司（シンガーソングライター、元「たま」）
- 吉江豊（プロレスラー）
- 戸丸彰子（フリーアナウンサー）
- 五十嵐章人（プロ野球選手）
- 古澤融（声優）
- 樋口有介（小説家）
- グラン浜田（元プロレスラー）
- 佐々木聖花（ソフトテニス選手）